# Legenda o Sarili (2013.)
Legenda o Sarili (engleski izvornik: The Legend of Sarila), kanadski animirani film iz 2013. godine. 

## Sažetak
Lovci iz inuitskog klana sve teže ulove nešto i sve češće se vraćaju bez ulova, zbog čega klanu prijeti glad. Nitko iz klana ne zna da je za to kriva crna magija otkako se njome bavi plemenski šaman Croolik. Saya, mudra žena iz plemena sjetila se legende o Sarili, obećanoj zemlji sakrivenoj među ledenjacima, gdje je obilje divljači. Prema legendi samo osobe čista srca mogu ući u ovo posvećeno mjesto. Radi spašavanja svog klana od gladi, pripadnici su izabrali troje mladih Inuita koji će potražiti Sarilu.

## Glumci posuditelji glasova
Glasove su posudili Christopher Plummer, Rachelle Lefevre, Dustin Milligan, Tim Rozon i drugi.